# Nybro
Nybro è una cittadina della Svezia meridionale, capoluogo del comune omonimo, nella contea di Kalmar; nel 2005 aveva una popolazione di 12 598 abitanti, su un'area di 10,67 km².